# 道の駅あかいがわ
道の駅あかいがわ（みちのえき あかいがわ）は、北海道余市郡赤井川村にある道の駅で、国道393号と道道36号の交差点のすぐ近くにある。
2015年3月27日に村の駅として開業しており、同年4月15日に道の駅に登録と同時に道の駅として開駅した。

## 施設
- 駐車場
  - 普通車：57台
  - 大型車：10台
  - 身障者用：3台
- トイレ（いずれも24時間利用可能）
  - 男：大 2器、小 4器
  - 女：8器
  - 身障者用：1器
- 公衆電話：1台

### 主な施設
- ベーカリー・アイスクリームコーナー
- 農産品直売所
- テイクアウトコーナー
- 村のアルバム
- わんわんの駅（ドッグラン）

## 休館日
- 9月から5月までの第1・3水曜日は休館

## アクセス
- 国道393号
- 北海道道36号余市赤井川線

## 周辺
- 赤井川カルデラ温泉
- キロロリゾート
- みやこ公園パークゴルフ場